# Aginna
Aginna là một chi bướm đêm thuộc họ Erebidae.